# Symphyogyna rubritincta
Symphyogyna rubritincta là một loài rêu trong họ Pallaviciniaceae. Loài này được A. Evans mô tả khoa học đầu tiên.
Danh pháp khoa học của loài này chưa được làm sáng tỏ. 